# 莫邪遠藤介
莫邪遠藤介（学名：Endocythere moyehinae）为荊花介科遠藤介屬下的一个种。